# Terry Allen (boxe anglaise)
Ne doit pas être confondu avec Terry Allen.
Terry Allen, de son vrai nom Edward Albert Govier, est un boxeur anglais né le 18 juin 1924 à Islington et mort le 8 avril 1987.

## Carrière
Passé professionnel en 1942, il remporte le titre vacant de champion d'Europe EBU des poids mouches, considéré alors comme championnat du monde, le 25 avril 1950 après sa victoire contre Honore Pratesi. Allen perd son titre dès le combat suivant face à Dado Marino le 1er août 1950. Il sera champion Britannique de la catégorie entre 1952 et 1954 avant de mettre un terme à sa carrière de boxeur cette année là sur un bilan de 61 victoires, 13 défaites et 1 match nul.

## Référence
1. ↑  (en) Terry Allen vs. Honore Pratesi (boxrec.com)